# Punktöler

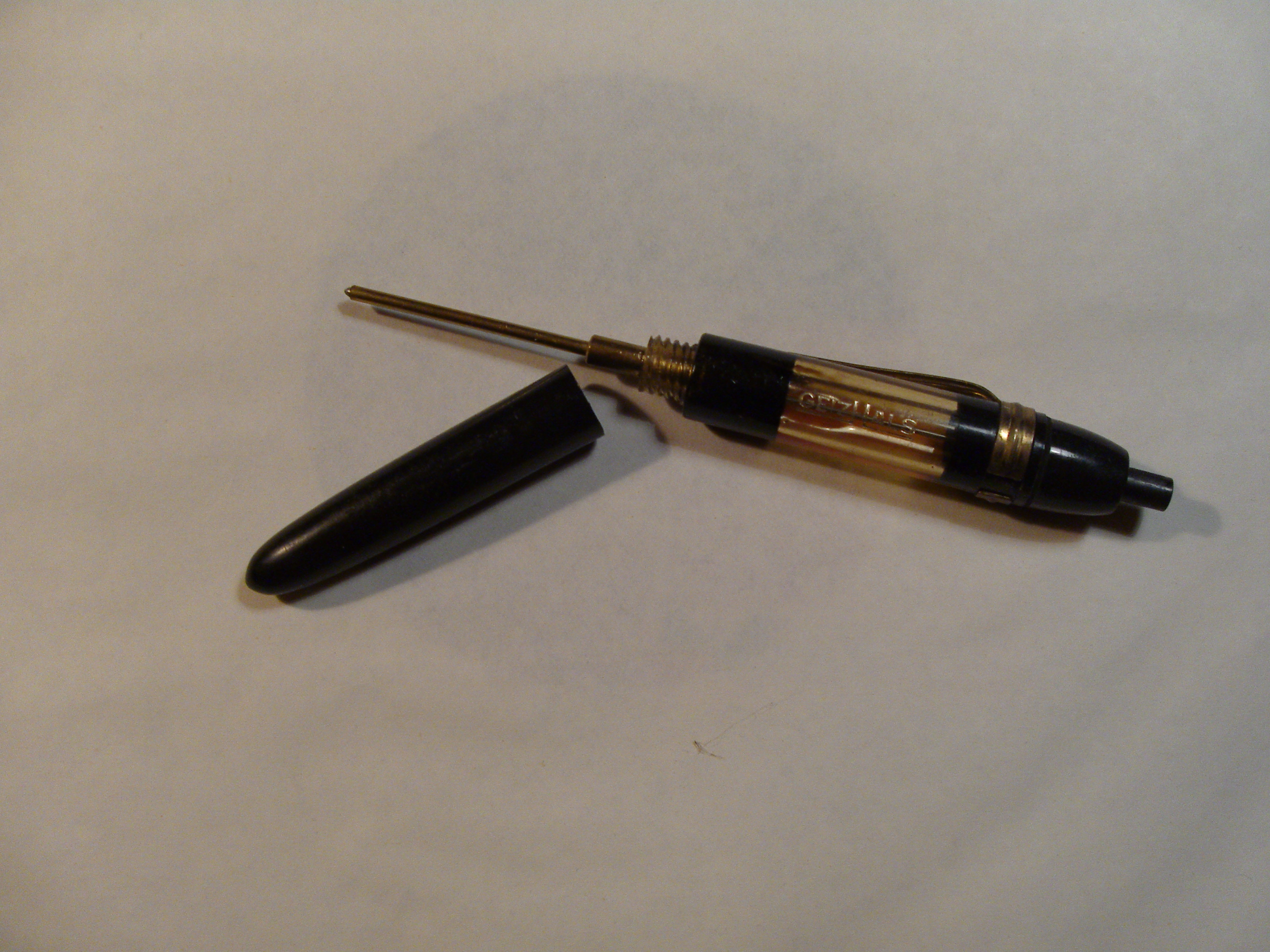
Punktöler, auch Geizhals genannt

Ein Punktöler oder Ölstift (umgangssprachlich Geizhals, häufig fälschlich auch Tropföler) ist ein geschlossenes Behältnis in Form eines Kugelschreibers oder Füllfederhalters und wird für die Wartung verwendet. 
Der Punktöler wird z. B. in der Feinmechanik, Waffentechnik, Uhrentechnik, für Fotoapparate und im Modellbau verwendet, um an schwer zugänglichen oder tief liegenden Stellen Schmieröl punktgenau und tropfenweise aufzutragen. Der Punktöler wird mit Uhrenöl oder Waffenöl befüllt. Die verwendeten Öle können häufig über einen langen Zeitraum in dem Öler verbleiben, da diese hochwertigen Öle nicht verharzen. Der Punktöler gibt durch Betätigung des Druckknopfs die Menge von einem Tropfen an der metallenen Spitze ab.
Punktöler sind aus Metall oder Kunststoff, der Vorratsbehälter für das Öl aus durchsichtigem Kunststoff. Die hohle Spitze in Form einer Kanüle zur Abgabe des Öls ist meist aus Stahl oder Messing und wird durch eine runde Spitze verschlossen, welche durch den Druckknopf geöffnet wird. Die Spitze wird durch eine Schutzkappe vor Beschädigung geschützt. Die Füllmenge beträgt etwa 5 bis 15 ml.